# Конституционный референдум во Французском Сомали (1958)
Конституционный референдум во Французском Сомали прошёл 28 сентября 1958 года в рамках общего Французского конституционного референдума, проводившегося во всём Французском сообществе. В случае одобрения новой Конституции Франции Французский берег Сомали оставался в составе Сообщества, в случае неодобрения он становился независимым государством. Конституция была одобрена 75,24 % голосов, и Французский берег Сомали сохранил статус французской заморской территории.

## Результаты
| Да или нет                 | Голосов | Процент  |
| -------------------------- | ------- | -------- |
| Да                         | 8 662   | 75,24 %  |
| Нет                        | 2 851   | 24,76 %  |
| Недействительных голосов   | 70      | — %      |
| Всего голосов              | 11 583  | 100,00 % |
| Явка                       | 72,78 % | 72,78 %  |
| Электорат                  | 15 914  | 15 914   |
| Источник: Direct Democracy |         |          |